# Gymnopternus
Gymnopternus is een vliegengeslacht uit de familie van de slankpootvliegen (Dolichopodidae).

## Soorten
- G. aerosus (Fallen, 1823)
- G. angustifrons (Stæger, 1842)
- G. assimilis (Stæger, 1842)
- G. blankaartensis Pollet, 1990
- G. brevicornis (Stæger, 1842)
- G. celer (Meigen, 1824)
- G. cupreus (Fallen, 1823)
- G. chalybeus (Wiedemann, 1817)
- G. metallicus (Stannius, 1831)
- G. silvestris Pollet, 1990